# ألبرت سيلاديس
ألبرت سيلاديس لوبيز (بالإسبانية: Albert Celades)، من مواليد 29 سبتمبر 1975 في برشلونة في إسبانيا، لاعب كرة قدم إسباني سابق ومدرب حالي.
بدأ مسيرته الكروية مع نادي برشلونة ب في عام 1993، ولعب معهم حتى عام 1995، وفي عام 1995 انتقل إلى نادي برشلونة، ولعب معهم حتى عام 1999، وفي موسم 1999/2000 لعب مع نادي سيلتا فيغو، وفي عام 2000 انتقل إلى نادي ريال مدريد، ولعب معهم حتى عام 2003، وأعير في موسم 2003/2004 إلى نادي بوردو الفرنسي، وفي موسم 2004/2005 عاد إلى نادي ريال مدريد، وأنتقل عام 2005 إلى نادي ريال سرقسطة. وسبق وأن درب نادي فالنسيا لمدة عام واحد قبل أن تتم إقالته في عام 2020.

## مسيرته الكروية
لعب ألبرت سيلاديس خلال مسيرته الاحترافية مع 7 أندية في ستة عشر موسمًا وسجل خلالها 14 هدفًا ضمن 278 مباراة. حيث فاز في موسمين بالكأس وفي أربعة مواسم بالدوري.
خاض ألبرت سيلاديس مسيرته مع نادي برشلونة ب في موسم 1993–94 ولمدة موسمين، مشاركًا في 10 مباريات سجل خلالها هدفين. ثم انتقل إلى نادي برشلونة في موسم 1995–96 ليلعب معه أربعة مواسم، حيث شارك في 72 مباراة سجل خلالها 4 أهداف. لينتقل بعدها إلى نادي سيلتا فيغو في موسم 1999–00 لمدة موسم واحد، مشاركًا في 24 مباراة سجل خلالها هدفًا واحدًا. ثم انتقل إلى نادي ريال مدريد في موسم 2000–01 في المرة الأولى واستمر معه طيلة ثلاثة مواسم ثم في موسم 2004–05 لمدة موسم واحد، مشاركًا طوالها في 56 مباراة سجل خلالها هدفًا واحدًا أيضًا. هذا وانتقل لاحقًا إلى نادي جيروندان بوردو في موسم 2003–04 لمدة موسم واحد، مشاركًا في 27 مباراة سجل خلالها 3 أهداف. ثم انتقل بعدها إلى نادي ريال سرقسطة في موسم 2005–06 واستمر معه طيلة ثلاثة مواسم، مشاركًا في 72 مباراة سجل خلالها هدفين. ليعود وينتقل من جديد، لكن هذه المرة إلى نادي نيويورك ريد بولز ما بين عامي 2009 و2010 لمدة موسم واحد، مشاركًا في 17 مباراة سجل خلالها هدفًا واحدًا.

## روابط خارجية
- ألبرت سيلاديس على موقع الاتحاد الدولي (مؤرشف)  (الإنجليزية)
- ألبرت سيلاديس على موقع الاتحاد الأوربي (الإنجليزية)
- ألبرت سيلاديس على موقع رابطة كرة القدم الفرنسية للمحترفين (الإنجليزية)
- ألبرت سيلاديس على موقع الدوري الأمريكي (الإنجليزية)
- ألبرت سيلاديس على موقع قاعدة بيانات كرة القدم.إي يو (الإنجليزية)
- ألبرت سيلاديس على موقع ناشيونال فوتبول تيمز (الإنجليزية)
- ألبرت سيلاديس على موقع عالم كرة القدم.نت (الإنجليزية)
- ألبرت سيلاديس على موقع كووورة